# Jill Valentinová

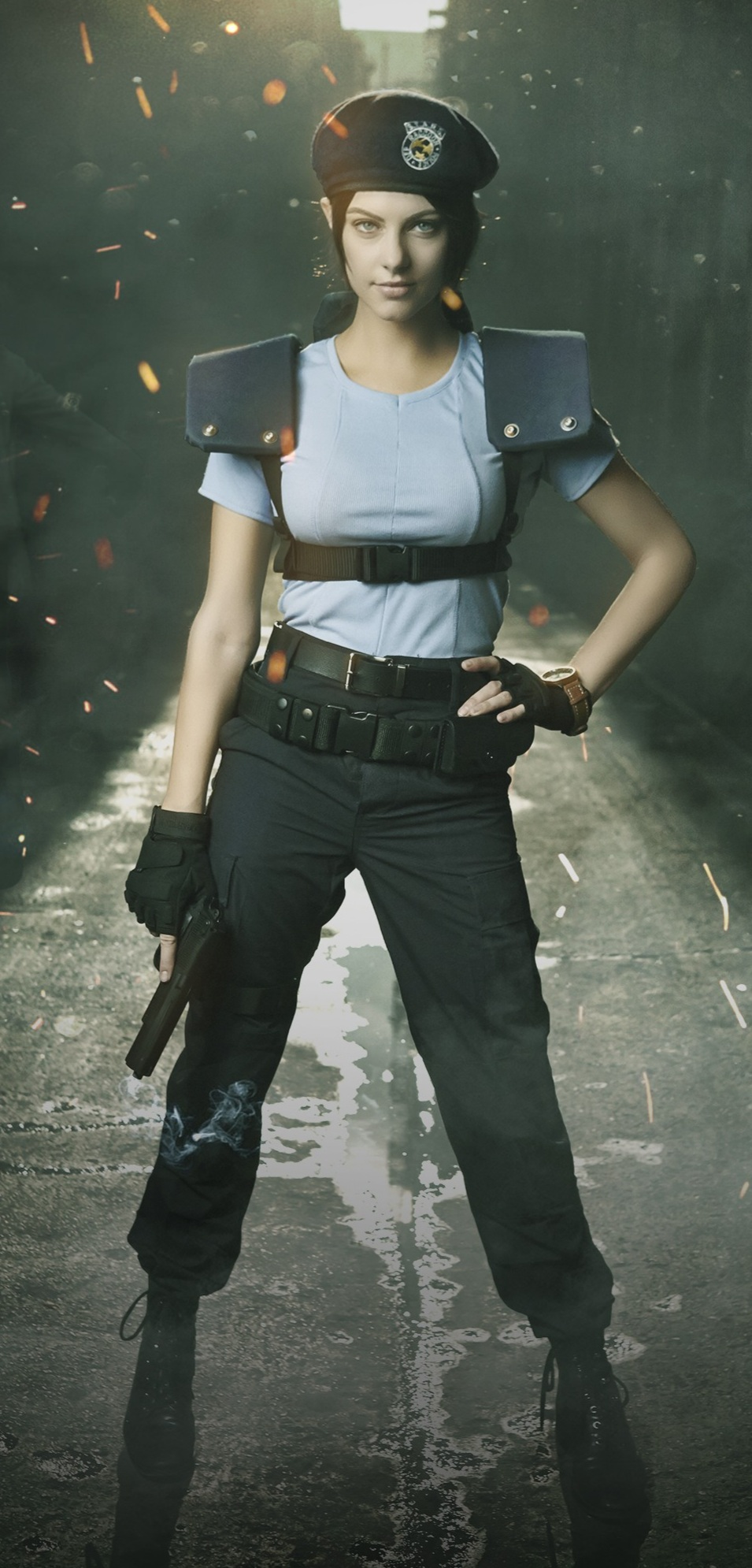
Jill Valentinová v policejní uniformě

Jill Valentinová je fiktivní ženská postava ze série hororových počítačových her Resident Evil, byla jedním z hrdinů původní hry Resident Evil a hlavní hrdinkou Resident Evil 3: Nemesis. Objevila se rovněž ve filmech Resident Evil: Apokalypsa, Resident Evil: Odveta a v počítačové hře Marvel vs. Capcom 2. V Racoon City patří do alfa týmu speciálních jednotek Special Tactics And Rescue Service (S.T.A.R.S.) v překladu STAZOR, dříve byla členem Delta Force.